# Tätbjörnbär
Tätbjörnbär (Rubus incurvatus) är en rosväxtart som beskrevs av Charles Cardale Babington. Tätbjörnbär ingår i släktet rubusar, och familjen rosväxter. Inga underarter finns listade i Catalogue of Life.